# Rhein-Freileitungskreuzung Hirzenach-Oberkestert

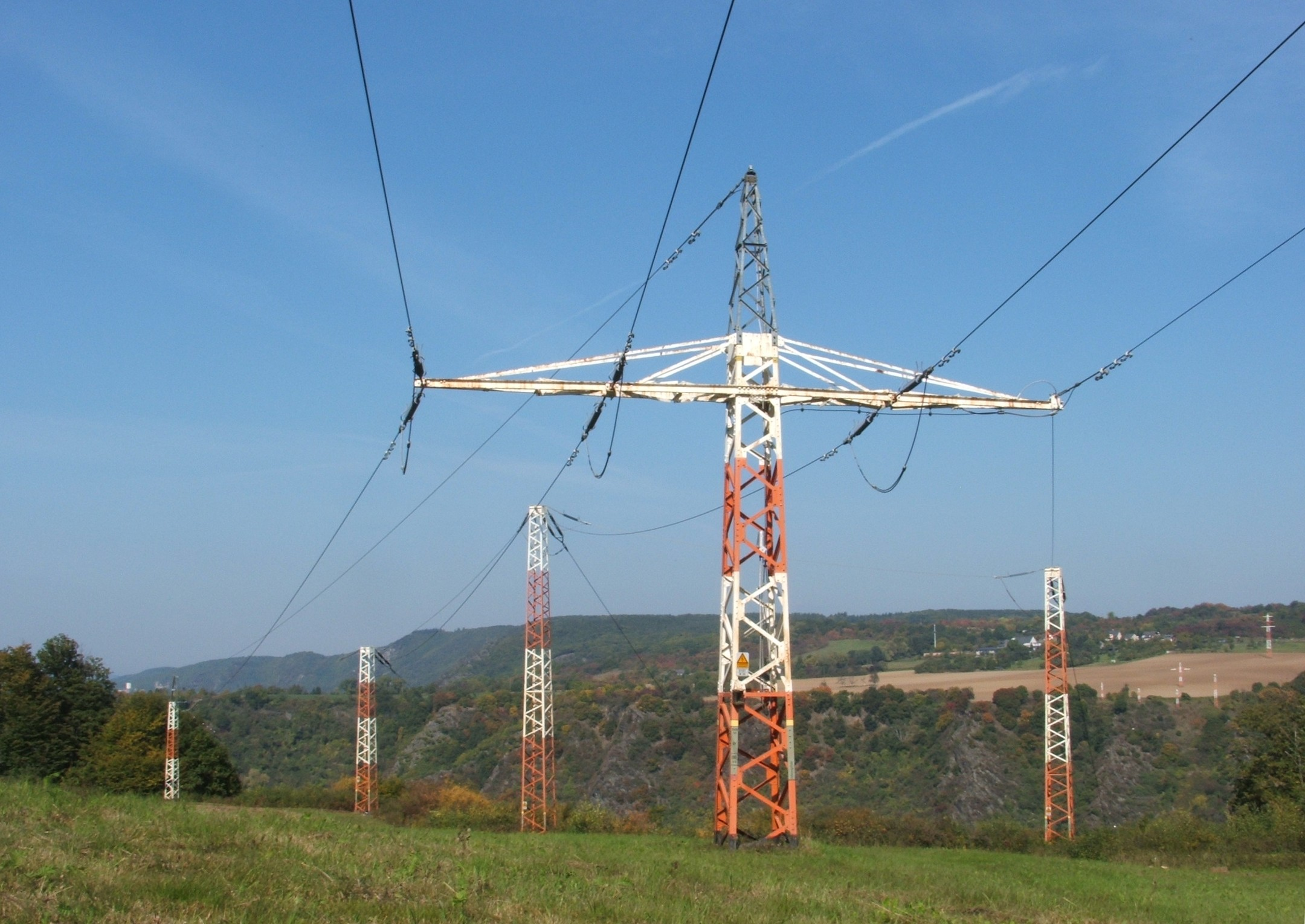
Südliches Ende

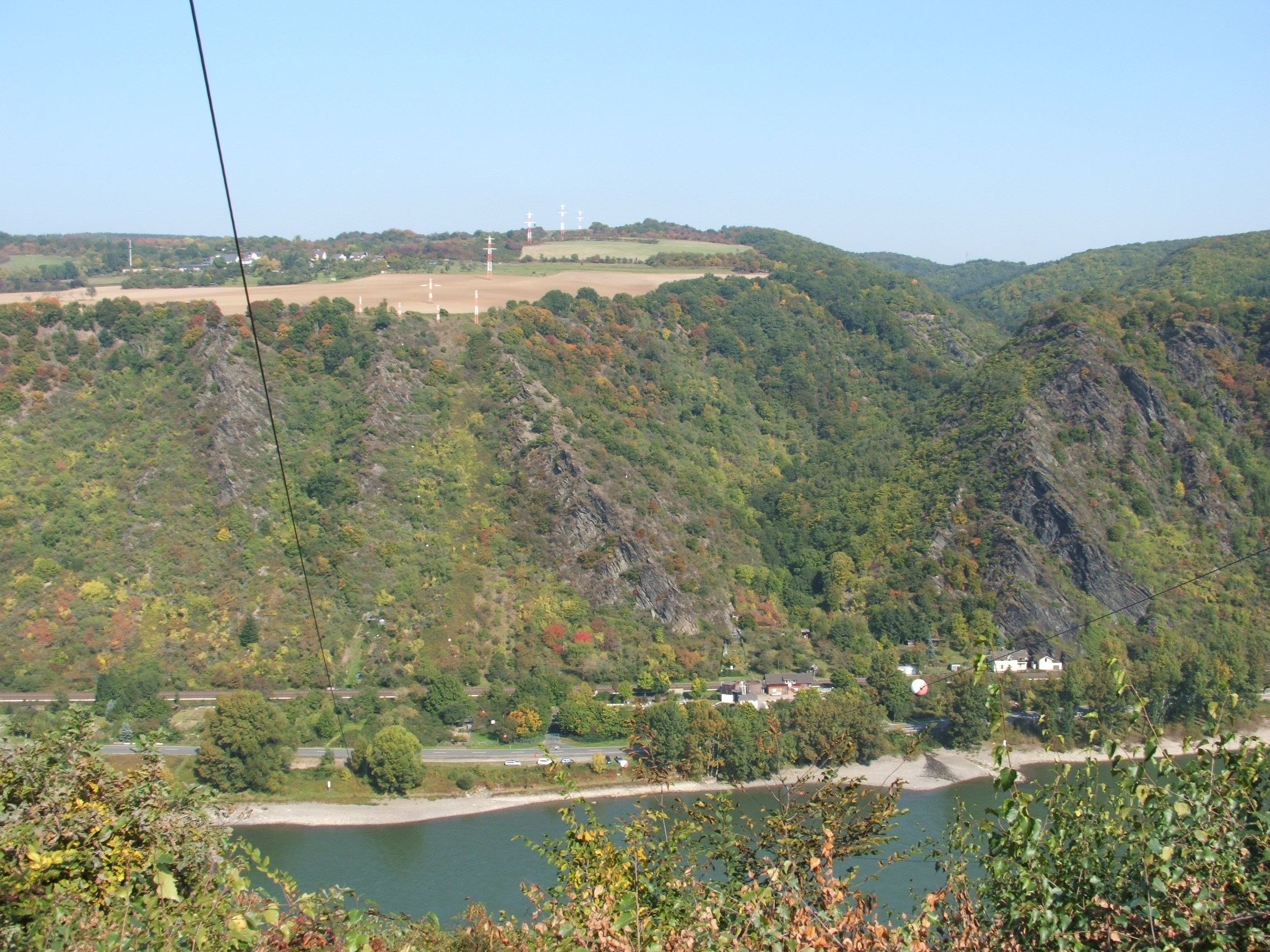
Nördliches Ende

Die Rhein-Freileitungskreuzung Hirzenach-Oberkestert ist eine 1936 errichtete, zwischen Hirzenach und Oberkestert gelegene Freileitungskreuzung. Sie ist Teil der einkreisigen 110-kV-Verbindung zwischen den Umspannwerken Dörth und Nochern. Sie ist die einzige Freileitungsquerung des Rheins zwischen Bingen und Koblenz. Dabei wird die Topographie des Geländes ausgenutzt. Eine Besonderheit der Freileitung, deren Spannweite 734 Meter beträgt, ist, dass an jedem Ende des Spannfeldes für jedes Leiterseil ein eigener Mast verwendet wird. Solche Konstrukte sind in manchen Ländern wie Norwegen durchaus häufig, in Deutschland aber selten.

## Aufbau
Die 734 Meter lange Freileitungskreuzung besteht aus vier Leiterseilen, von denen drei den Stromkreis bilden und eines eine Reserve. An beiden Enden befinden sich jeweils vier Freileitungsmasten zur Aufnahme von jeweils einem Leiterseil. Der jeweils letzte Mast vorher ist als Einebenenmast aufgeführt, die restliche Hochspannungsleitung führt über Tannenbaummasten. Jeweils vier von diesen vor der Freileitungskreuzung sowie die Einebenenmasten und die Kreuzungsmasten selber sind mit rot-weißer Warnmarkierung versehen.

## Weitere Beispiele
Eine weitere Flusskreuzung einer Freileitung, bei der für jedes Leiterseil ein eigener Mast verwendet wird, befand sich in Deutschland zwischen Hirschhorn am Neckar und Ersheim bei 49° 27′ 7″ N, 8° 54′ 3″ O. Hier wurden im Zuge einer für zwei Stromkreise ausgebauten 110-kV-Leitung am westlichen Ende der Neckarquerung insgesamt sechs Masten für je ein Leiterseil verwendet. Derartige Masten befanden sich allerdings nur am westlichen Ende des Spannfeldes, da diese die letzten vor der Einmündung in ein Umspannwerk sind. Außerdem wurde diese Leitung bis zur Demontage 2022 nur mit einem Stromkreis betrieben.

## Koordinaten
- Südliches Ende in Hirzenach: 50° 10′ 18″ N, 7° 39′ 24″ O
- Nördliches Ende in Oberkestert: 50° 10′ 40″ N, 7° 39′ 38″ O